# Embraer E-Jet E2
Embraer E-Jet E2 — семейство двухмоторных среднемагистральных узкофюзеляжных пассажирских самолётов для маршрутов средней дальности производства бразильской компании «Embraer». О начале разработки нового самолёта было объявлено в 2013 году на авиасалоне в Ле Бурже. Двухдвигательный самолёт является развитием оригинального семейства E-Jet, с установленными более экономичными двигателями Pratt & Whitney PW1900G. Семейство самолётов состоит из трех вариантов воздушных судов, которые имеют общее одинаковое поперечное сечение фюзеляжей, но разной длины у каждой модификации, и оснащены тремя различными вариантами форм крыльев, электродистанционным управлением с новой авионикой и обновлённым салоном. Варианты различаются разной максимальной взлётной массой от 44,6 до 62,5 тонн с дальностью полёта в диапазоне 3700-5600 км.
Новое семейство самолётов было представлено на Парижском авиасалоне в июне 2013 года. Самый ранний вариант, E190-E2, совершил первый полет 23 мая 2016 года. Лётные испытания прошли по графику с незначительными техническими замечаниями. Самолёт получил сертификат типа 28 февраля 2018 года, а 24 апреля поступил в эксплуатацию у первого заказчика — норвежской региональной авиакомпании «Widerøe».
Сертификация для более крупного варианта серии — E195-E2 прошла в апреле 2019 года. «Azul Brazilian Airlines» стала первой авиакомпанией, эксплуатирующей эту модель самолёта.
Самый небольшой из семейства E-Jet — самолёт E175-E2 изначально планировалось отправить возможным заказчикам уже в 2021 году, но его поставки и производство были смещены до 2027 года из-за отсутствия спроса. Региональные авиалинии в Соединённых Штатах были основными клиентами первого поколения Embraer E-Jet, однако ограничения для региональных авиакомпаний не позволили им приобрести более современные E175-E2.
Самолёты в версиях E-190 E2 и E-195 E2 являются прямыми конкурентами семейства Airbus A220, особенно с его меньшим вариантом A220-100.
По состоянию на апрель 2025 года было заказано в общей сложности 334 самолёта семейства E-Jet E2, поставлено заказчикам 158, и все они находятся в коммерческой эксплуатации.

## Разработка

### История создания

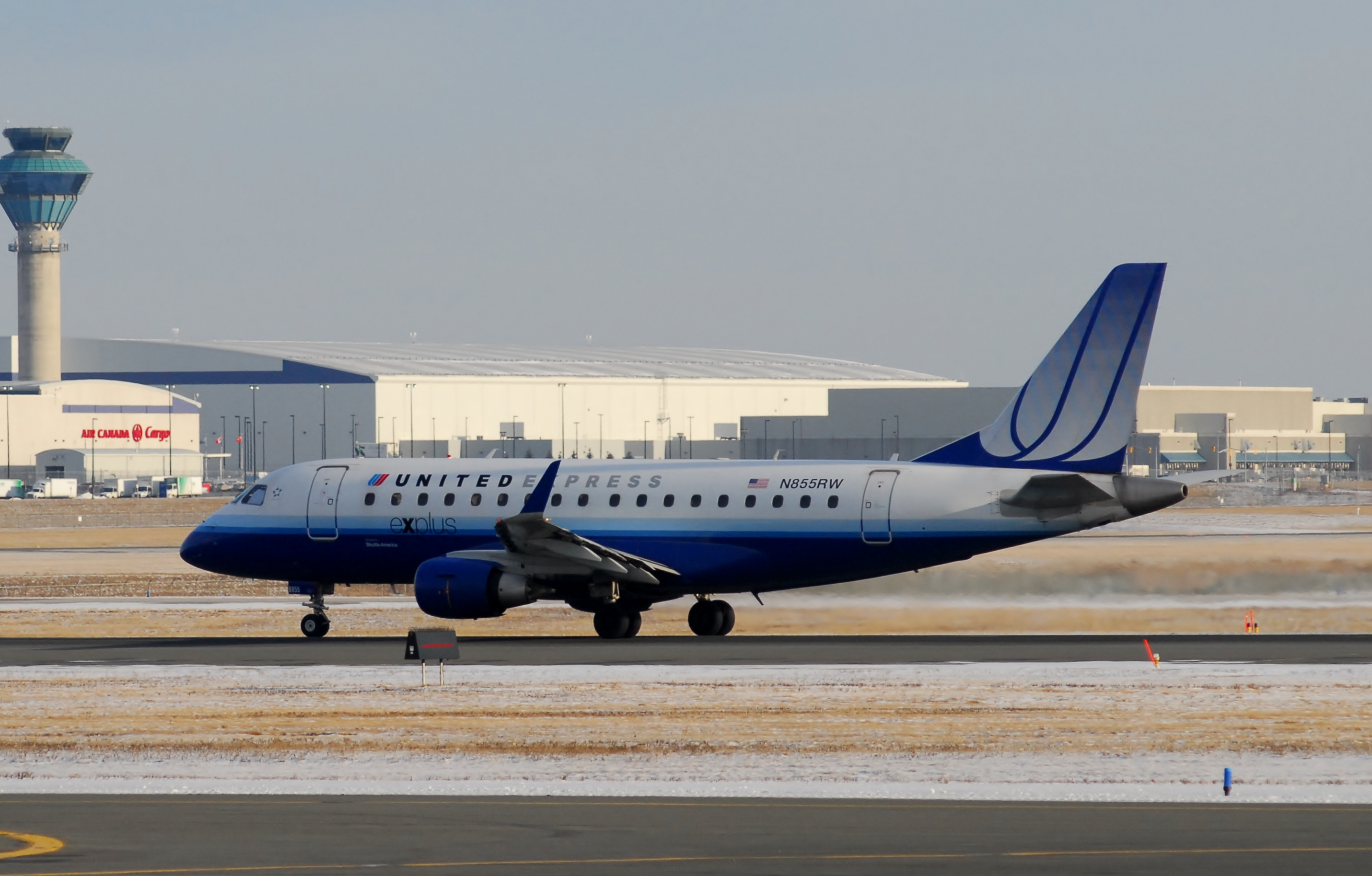
Самолёт Embraer 170 семейства E-Jet, на смену которому пришло второе поколение E-Jet E2

В начале 2010-х годов конкуренция в сегменте региональных самолётов на международном рынке авиалайнеров обострилась в связи с объявлением о производстве Airbus A320neo и Boeing 737 MAX, поэтому авиационные эксперты полагали, что «Embraer» придётся отреагировать, чтобы не потерять конкурентоспособность семейства самолётов E-Jet. В 2010 году «Embraer» рассматривал возможность создания прямого аналога Bombardier CSeries путём разработки пятирядного авиалайнера новой конструкции вместимостью 100—150 пассажиров. Альтернативным вариантом было продолжение развития семейства E-Jet, чтобы сохранить его привлекательность для потенциальных клиентов.
В ноябре 2011 года на международном авиасалоне в Дубае компания «Embraer» объявила о намерении разработать новое поколение семейства самолётов E-Jet. Этот вариант был менее рискованным, и менее затратным, чем проектирование конструкции нового самолёта с чистого листа. В то время «Embraer» исходил из общемирового спроса на примерно 6400 коммерческих самолётов вместимостью до 130 мест в течение следующих 20 лет.
Самый маленький из новых вариантов, E-175-E2, должен был вмещать до 88 пассажиров в конфигурации с одним классом обслуживания пассажиров, средний E-190-E2 до 120 пассажиров, а самая большая модель, E-195-E2, вмещала бы до 150 пассажиров.
Одной из ключевых особенностей этих новых самолётов должны были стать более эффективные двигатели с вентиляторами большего диаметра. Несколько крупных производителей двигателей, такие как «GE Aviation», «Pratt & Whitney» и «Rolls-Royce», рассматривались «Embraer» в качестве возможных подрядчиков для производства силовых установок. В январе 2013 года было объявлено, что в качестве эксклюзивного двигателя для E2 выбран Pratt & Whitney PW1000G — турбовентиляторный двигатель с редуктором, расположенным между вентилятором и турбиной низкого давления, позволяя турбине и вентилятору вращаться с разными оптимальными скоростями, что повышает общую эффективность двигателя, снижает расход топлива и уменьшает уровень шума. Президент подразделения коммерческих самолётов «Embraer» Пауло Сезар де Соуза-э-Силва отметил, что двигатель PW1000G лучше всего подходит для технических требований, предъявляемых потенциальными заказчиками. Выбор PW1000G, вероятно, был обусловлен параллельной разработкой «Pratt & Whitney» меньшего двигателя PW1200G для «Mitsubishi Regional Jet», а также более крупного и улучшенного PW1500G для Airbus A220.
Семейство E2 получило ряд усовершенствований в технических характеристиках, таких как снижение удельного расхода топлива, снижение выбросов и уровня шума, минимизация затрат на техническое обслуживание, а также использование новых крыльев на основе алюминия или углеродного волокна. Эти крылья имели большее удлинение, больший размах и были оснащены скошенными законцовками крыла вместо более привычных форм винглетов. В начале 2013 года компания «Embraer» назвала этот проект «вторым поколением семейства E-Jet» . В июне 2013 года на Парижском авиасалоне был дан старт этой программе стоимостью 1,7 миллиарда долларов, что было обусловлено высоким спросом со стороны потенциальных клиентов. По сравнению с первым поколением Е195, 75 % систем этого самолёта стали новыми.
В программе создания самолёта широко использовалось компьютерное моделирование и статические испытательные стенды, что позволило добиться быстрого прогресса с ранних этапов разработки. К маю 2016 года, менее чем через три года после старта программы, на самолёты семейства E2 было уже 640 заказов от различных авиакомпаний и лизинговых фирм, 267 из которых были гарантированными заказами, а 373 — опционами и правами будущей покупки.

### Программа лётных испытаний

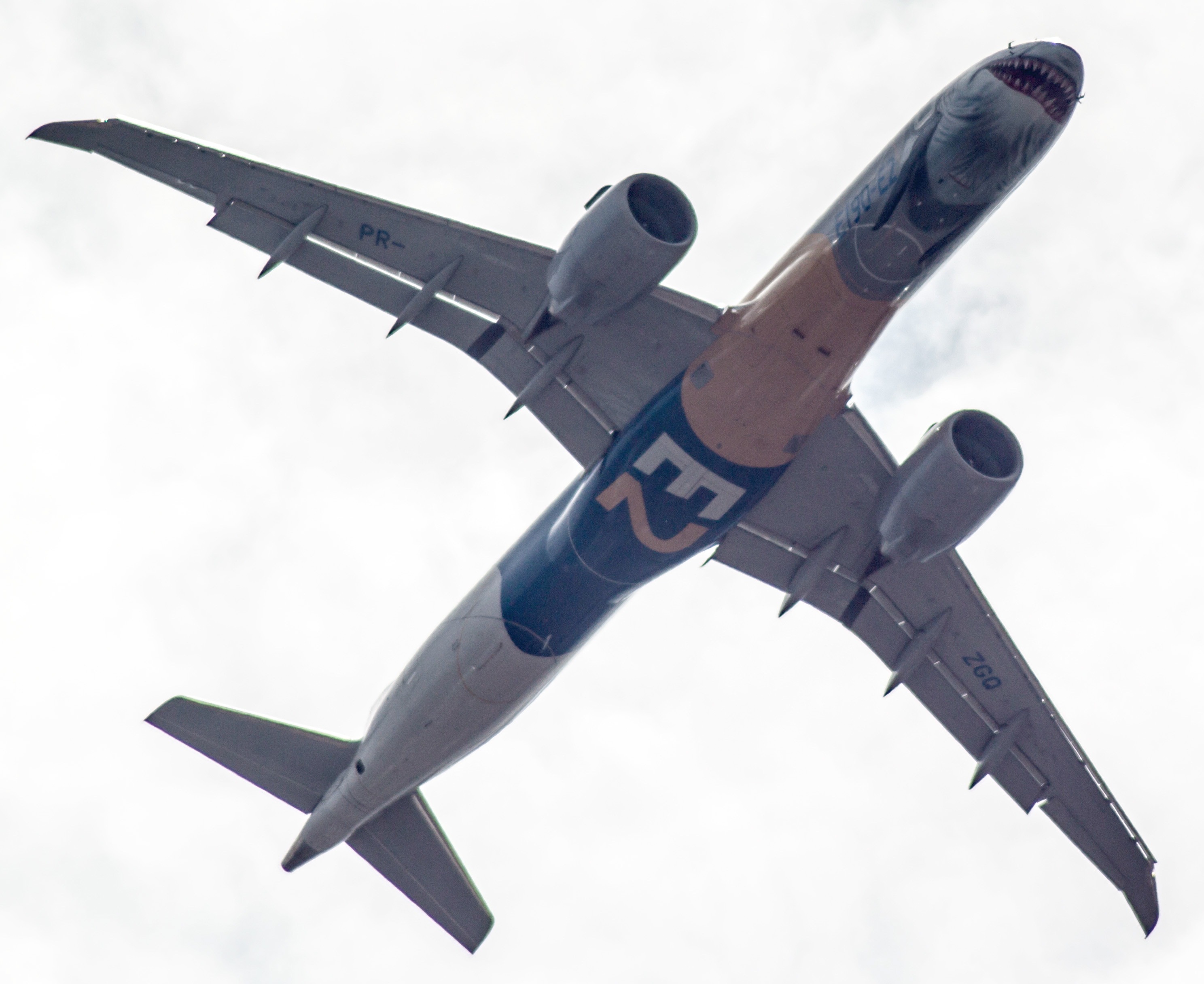
Прототип E-Jet E2 на авиашоу в Фарнборо в 2018 году

25 февраля 2016 года был выпущен первый самолёт семейства E-Jet E2 — E190-E2. Он совершил первый полет из испытательного центра компании в Сан-Жозе-дус-Кампусе 23 мая 2016 года, на три месяца раньше запланированного срока. Он летал три часа и двадцать минут на скорости 0,82 Маха, поднялся на высоту 12 000 метров, убрал шасси и закрылки и продолжил полёт с использованием электродистанционной системы управления в обычном режиме. Программа имела меньше проблем, чем ожидалось, и тогда запуск серийного производства был запланирован на первый квартал 2018 года. Два других прототипа E190-E2 поднялись в воздух в течение 2016 года.
8 июля 2016 года второй прототип совершил свой первый полет, он длился два часа и 55 минут и прошёл без происшествий. Первый E-Jet E2 вылетел из Бразилии на авиашоу в Фарнборо всего через 45 дней после своего первого полета, продемонстрировав заявленные технические характеристики и заложенный конструкционный потенциал. К апрелю 2017 года прототипы налетали 650 часов летных испытаний, и программа, как сообщалось, шла по графику. К июню 2017 года была завершена половина цикла летных испытаний, и, по сообщениям представителей фирмы производителя, аэродинамические качества самолёта оказались лучше прогнозируемыми, а высокие летно-технические характеристики E190-E2 также оказались лучше, чем ожидалось первоначально.
Максимальная взлётная масса самолётов семейства E195-E2 выросла до 61 500 кг, а дальность полёта увеличилась до 4800 км. В июне 2017 года четыре самолёта E190-E2 и один E195-E2, представленные на Парижском авиасалоне 2017 года, налетали более 900 часов в ходе летных испытаний, в основном это были самолёты в версии E190-E2. В июле 2017 года пять самолётов налетали 1000 часов летных испытаний, а E190-E2 выполнил 55 % своего испытательного цикла. В январе 2018 года было завершено 98 % испытательной кампании с налётом 2000 часов. Расход топлива был на 17,3 % ниже, чем у E190 первого поколения, по сравнению с прогнозируемым снижением на 16 %, в то время как дальность полета увеличилась на 750 морских миль (1390 км) с высокогорных аэропортов, коротких взлетно-посадочных полос или из аэропортов стран с жарким либо тропическим климатом. Шумовое загрязнение от воздушных судов также было существенно снижено.
28 февраля 2018 года E190-E2 получил сертификат типа от Национального агентства гражданской авиации Бразилии (ANAC), Федерального управления гражданской авиации (FAA) и Агентства по безопасности полетов Европейского союза (EASA). Первые серийные двигатели для более крупного варианта были поставлены в феврале 2019 года и должны они обеспечивали снижение расхода топлива на 24 % по сравнению с первым поколением. E195-E2 получил сертификат типа в апреле 2019 года.

### Производство

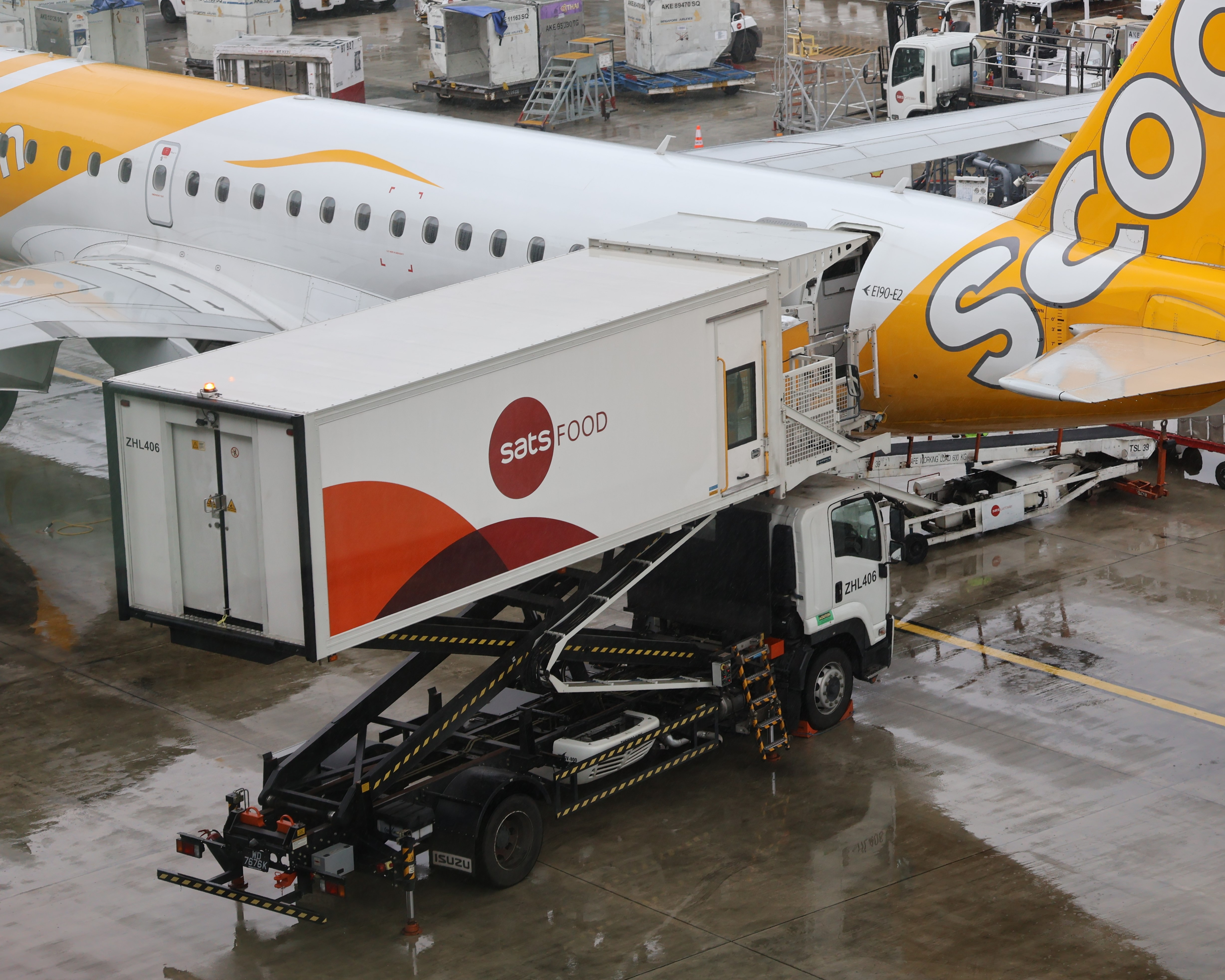
Загрузка бортового питания на Embraer 190-E2 компании «Scoot»

Компания «Embraer», обратив внимание на привычную для автомобильной промышленности форму производства, когда на одной линии может собираться нескольких разных моделей техники, решила начать производить E190/195-E2 наряду с оригинальными E175/190/195 первой серии начиная с восьми самолётов в месяц уже к концу 2018 года. Прогнозировалось, что производство оригинального семейства E-Jet замедлится, если сборка E175-E2 начнётся в 2021 году. Поскольку «Embraer» перешла со своих предыдущих самолётов E-Jet на модернизированный E2, компания рассчитывала поставлять 85-95 авиалайнеров в 2018 году. Компания учитывала убытки внедрения новой модели — на первых этапах производства — с отрицательным денежным потоком (оттоком денежных средств) из бизнеса в размере 150 миллионов долларов, что было сильно меньше, чем убытки в 2017 году с поставками 78 бортов за первые девять месяцев и оттоком денежных средств в размере 700 миллионов долларов. Возвращение к прибыльности должно было занять не менее трёх лет после сокращения инвестиций в программу и завершения цикла внедрения и наращивания производства. Гибридные производственные линии, способные собирать как самолёты E1, так E2, были дополнительно роботизированы, достигнув 90 % автоматизации сверления и клёпки для крыльев самолётов семейства E2.
Заказчики получили возможность оперативно менять оснащении салона на ещё относительно ранних этапах проектирования, что включало и консультации с подрядчиками. «Embraer» повысил комфорт для пассажиров — верхние багажные отделения стали почти вдвое объёмнее по сравнению с самолётами E-Jets предыдущего поколения. В окончательном варианте салона самолётов E2 инсталлировали индивидуальные блоки питания, более широкие сиденья, пассажирский проход был расширен. Были внедрены решения, разработанные для повышения ремонтопригодности салона, включая регулировку шага кресел. Улучшили обеспечение доступа к различным системам, что позволило избегать необходимости разборки салона во время простых процедур технического обслуживания.
В ноябре 2017 года компания прогнозировала, что E2 составит 10 % поставок авиалайнеров «Embraer» в 2018 году перед запланированным ростом продаж в 2019 году. В компании считали, что «Airbus» не сможет снизить затраты на цепочку поставок A220 в достаточной степени, чтобы сделать его прибыльным, и рассматривали A220 как тяжелый, дорогой и дальнемагистральный самолёт. Также в «Embraer» рассчитывали, что эксплуатационные возможности E2 завоюют большую часть доли рынка, в след за сертификацией и вводом воздушных судов в эксплуатацию.
В 2017 году «Embraer» поставила клиентам 101 авиалайнер, что было меньше, чем 162 в 2008 году, но планировала поставлять 14 самолётов E2 ежемесячно (а максимально от 16 до 18). В течение 2022 года «Embraer» работала над наращиванием производства на заводе в Сан-Жозе-дус-Кампус, заключив соглашение с концерном «Toyota» для повышения эффективности на сборочной линии E-Jet, используя опыт и стандарты производственной системы японского подрядчика. В четвёртом квартале того года поставки компании выросли до 80 самолётов, увеличив годовое количество собранных самолётов «Embraer» до 159 по сравнению со 141, поставленными в 2021 году.
23 июля 2024 года на авиасалоне в Фарнборо компания «Embraer» представила широкий спектр модернизации для всей коммерческой линейки реактивных самолётов E195-E2, E190-E2 и E175. Улучшения включали меры по снижению расхода топлива и увеличению дальности полета, модернизацию авионики и салона. Помимо повышения эксплуатационной эффективности, эти меры также должны обеспечивать чистую приведённую стоимость в размере 6 миллионов долларов США на самолёт за 15 лет эксплуатации, за счёт снижения производственных затрат и дополнительных доходов.

### Старт продаж

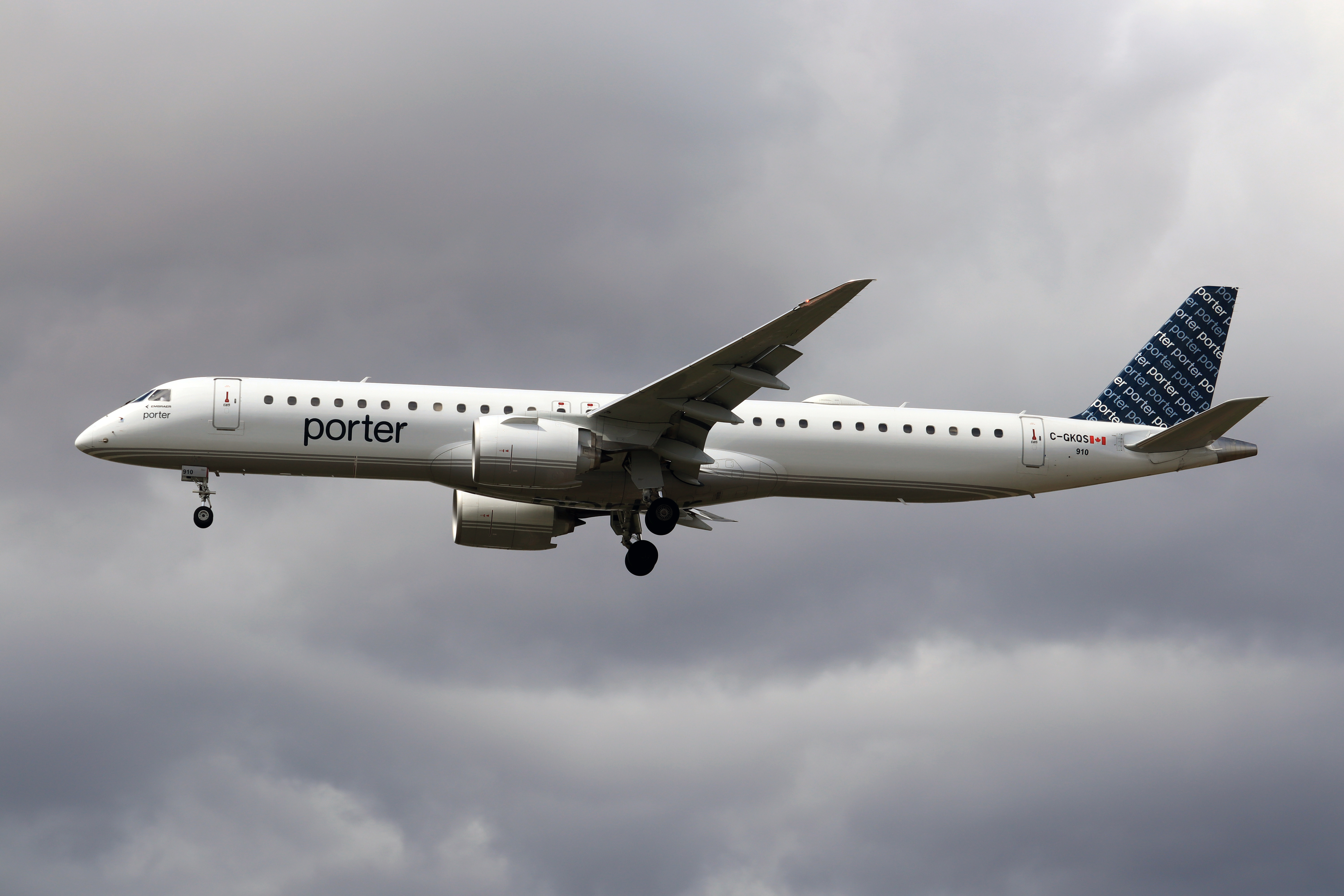
E195-E2 авиакомпании «Porter Airlines», являющейся крупнейшим оператором самолётов этого типа

После получения сертификата типа первый E190-E2 был поставлен норвежской региональной авиакомпании «Widerøe» в апреле 2018 года в конфигурации со 114 местами в одноклассной компоновке, за которой последовали поставки для «Air Astana» и китайской «GX Airlines». Перед поставкой самолётов «Embraer» объявила, что некоторые из первоначальных E-Jet E2 необходимо будет модернизировать из-за более короткого срока службы камеры сгорания в двигателях Pratt & Whitney PW1900G. Бизнес-класс разработан с шахматной компоновкой сидений 2+2, обеспечивающей шаг сидений до 137 см, доступной с середины 2019 года.
В «Embraer» стремились достичь 99 % надежности отправки самолёта клиенту через 12 месяцев и 99,5 % через четыре года, в то время как самолётам версий E1 потребовалось 10 лет, чтобы достичь целевой надежности и доступности. 4 апреля 2018 года компания «Widerøe» получила свой первый E190-E2 с завода в Сан-Жозе-дус-Кампус. Он был введен в эксплуатацию на маршруте между Бергеном и Тромсё в Норвегии, 24 апреля 2018 года. К июню 2018 года первые три самолёта E190-E2, поставленные в Wideroe, налетали 413 часов и выполнили 332 полётных цикла, в среднем 6,57 цикла в день и среднюю продолжительность рейса 1,28 часа, с надежностью отправки 99,35 % и соответствию расписанию 97,74 %. Семейство самолётов E2 получило разрешение для полётов по правилам ETOPS (правила выполнения полётов увеличенной дальности над водной поверхностью самолётами с двумя газотурбинными двигателями) от бразильских, американских и европейских регулирующих органов по состоянию на март 2024 года.
В 2025 году семейство самолётов E2 было сертифицировано для полетов со смесями, содержащими до 50 % экологически чистого авиационного топлива (SAF), и продемонстрировало в ходе испытательных полетов работоспособность двигателя со 100 % SAF, а полная сертификация ожидается к 2030 году. В процессе покраски модели 195-E2 компания «Embraer» сократила расходы краски на 30 %. Также на 15 % были снижены выбросы летучих органических соединений.

### Совместное предприятие Boeing—Embraer
5 июля 2018 года между компаниями «Boeing» и «Embraer» был подписан меморандум о взаимопонимании и стратегическом партнерстве: за 3,8 млрд долларов фирма «Boeing» должна была получить 80 % акций в совместном предприятии с «Embraer», которое бы производило и обслуживало коммерческие авиалайнеры «Embraer» (ERJ, E-Jet и E-Jet E2). Бизнес, который на тот момент оценивался в 4,75 млрд долларов, сулил выгоды от корпоративного сотрудничества на сумму 150 млн долларов.
В рамках предлагаемого совместного предприятия компания «Embraer» должна была сохранить производство своего бизнес-джета представительского класса и свой оборонный бизнес, но две компании могли бы рассмотреть возможность создания второго совместного предприятия для производства военно-транспортного самолёта C-390 Millennium. «Boeing» должен был контролировать новую компанию, которая управлялась бы из Бразилии исполнительными директорами, подчиняющимися генеральному директору «Боинга». Соглашение о блокировке не позволило бы «Эмбраэру» или «Боингу» продать свои акции в этом предприятии течение 10 лет.
26 февраля 2019 года партнёрство было одобрено акционерами «Embraer», и новое совместное предприятие ожидало одобрения регулирующих органов. 24 апреля 2020 года «Boeing» расторгла сделку, заявив, что «Embraer» не выполнила условия соглашения и сославшись на последствия пандемии Covid-19 на коммерческий воздушный транспорт. «Embraer» отвергла доводы «Boeing», заявив, что компания стремилась уклониться от своих обязательств, и заявила, что будет использовать «все средства правовой защиты против „Boeing“ для возмещения понесенных убытков», которые, по мнению отраслевых аналитиков, могут включать убытки за заказы, которые были потеряны, пока клиенты ждали закрытия сделки.

## Конструкция

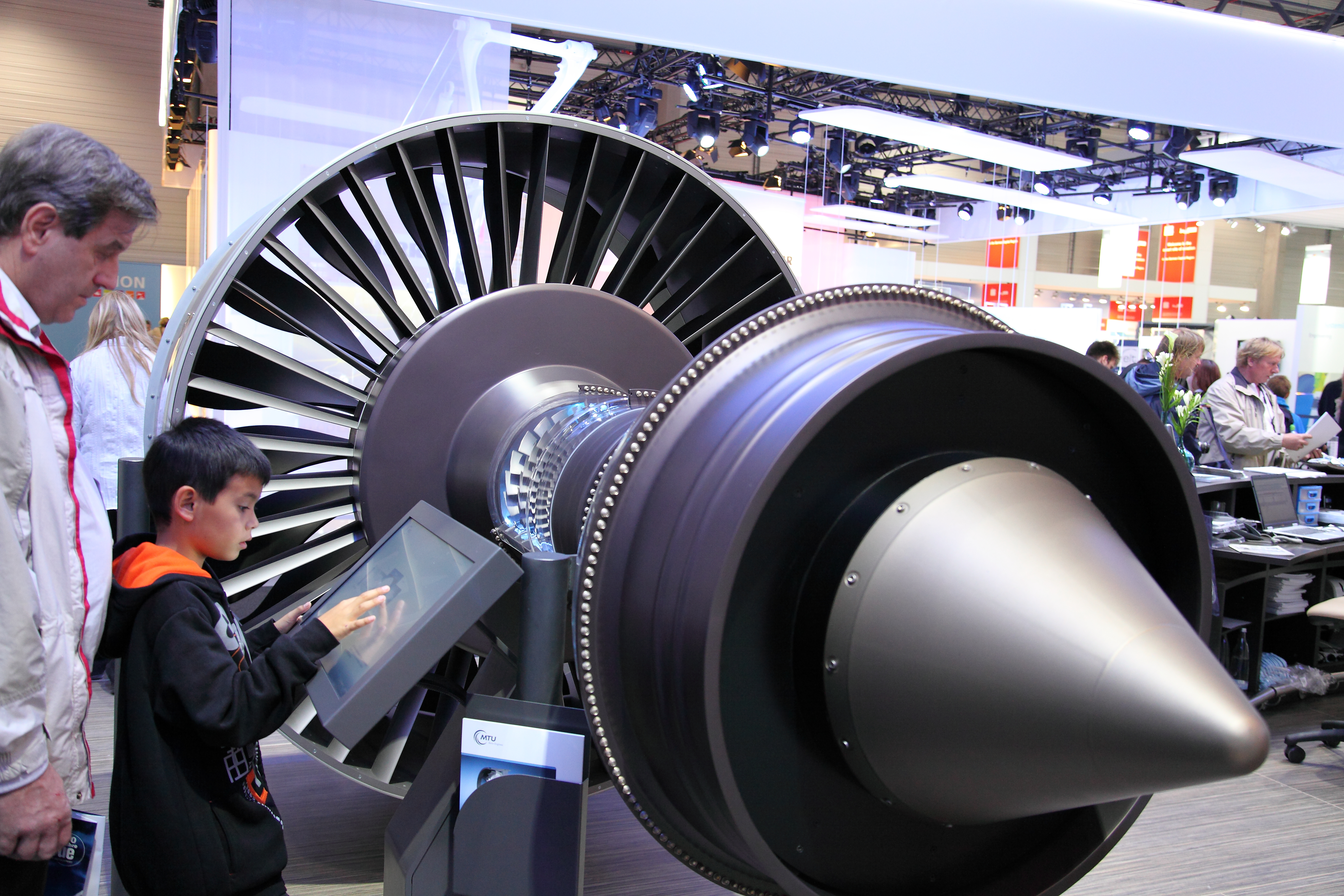
Двигатель семейства Pratt & Whitney PW1000G использующийся в самолётах E2

Семейство самолётов E-Jet E2 было создано на базе первого поколения самолётов E-Jet, конструкция его крыльев была доработана, и в самолёте появились новые пилоны для крепления двигателей, шасси, горизонтальные стабилизаторы, кабина, система кондиционирования в салоне, система отбора воздуха и новая система электродистанционного управления «fly-by-wire». E-Jet E2 оснащён новыми турбовентиляторными двигателями с редукторами Pratt & Whitney PW1000G с повышенной степенью двухконтурности, уменьшенным расходом топлива, значительно сниженными показателями выбросов загрязняющих веществ и шума, а также более низкими эксплуатационными расходами за счёт более пониженных коэффициентов давления вентилятора и более высоких коэффициентов двухконтурности, достигнутых за счет отсоединения вентилятора от компрессора низкого давления и турбины низкого давления. В дополнение к основным двигателям, вспомогательная силовая установка также поставляется фирмой «Pratt & Whitney».
Коэффициент удлинения крыла (отношение размаха крыла к его средней хорде) у самолёта составляет 11:1. Крыло самолёта сконфигурировано по типу «обратная чайка» (gull wing) — внутренняя часть крыла изгибается вверх от фюзеляжа, а затем изгибается вниз к концам крыла, напоминая крылья чайки. Под крылом в мотогондоле располагается турбовентиляторный двигатель Pratt & Whitney PW1000G с редуктором диаметром 2,01 метра, что на 66 см больше предшественника General Electric CF34. Крыло в целом похоже на крыло самолётов семейства E1, главное отличие заключается в использовании однощелевых закрылков вместо более сложных и создающих повышенное сопротивление двухщелевых. Пилон двигателя также был укорочен. Рассматривался вариант использования композитного крыла, но он не был признан экономически оправданным. Конструкция крыла была облегчена на 200 кг благодаря использованию элеронов с электродистанционным управлением, которые также используются при торможении, что позволило избежать использования более крупных колёс шасси и тормозных стоек. Площадь горизонтального стабилизатора была уменьшена с 26 м² на E190 и E195 до 23 м² на E2.
В 2016 году «Embraer» поставила цель сократить расход топлива на 16-24 % и снизить затраты на техническое обслуживание на 15-25 % в расчёте на одно пассажирское место. В модели E190-E2 из 17,3 % общего снижения расхода топлива 11 % достигаются за счёт турбовентиляторного двигателя с использованием редуктора, 4,8 % — за счет улучшенной аэродинамики нового крыла с большим удлинением и 1,5 % — за счет уменьшенной на 15 % площади хвостового оперения, управляемого электродистанционно. По оценкам «Embraer», при полёте на расстояние 1100 км и цене барреля нефти в 72 доллара США стоимость полёта на 97-местном самолёте E190-E2 должна быть на 7 % ниже чем на 106-местном A220-100 при стоимости пассажирского места выше на 1 %, и на 30 % ниже при стоимости пассажирского места на 8 % выше, чем на 150-местном Airbus A320neo. В октябре 2018 года компания «Embraer» заявила, что снизила стоимость перелёта на самолётах E190/E195-E2 примерно на 10 % по сравнению с перелётом на A220.

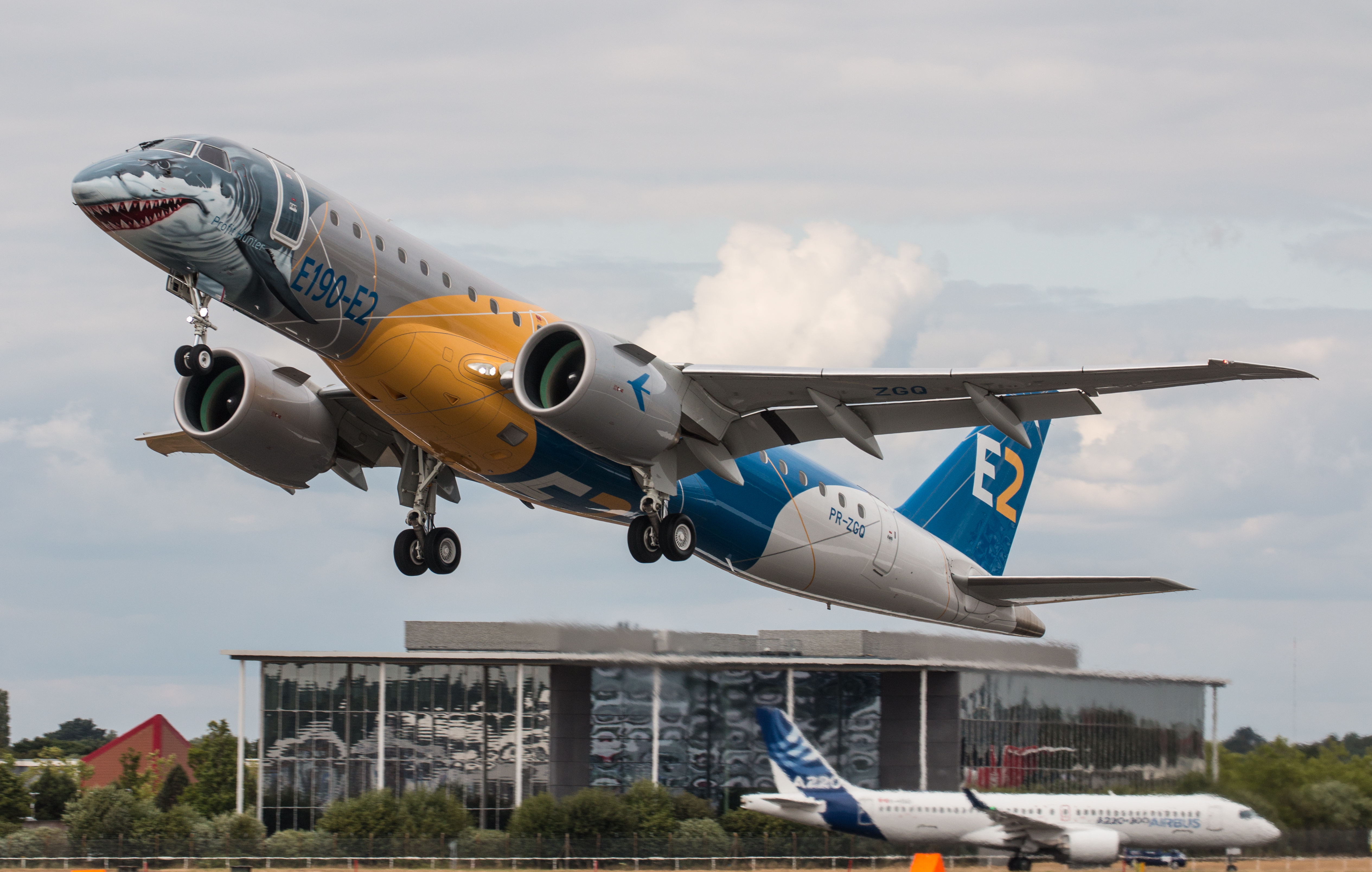
Конкурирующие в одном сегменте рынка Airbus A220 (на земле) и Embraer E190-E2 на авиасалоне Фарнборо, 2018 год

Салон самолётов семейства E2 был спроектирована с учётом требований заказчиков, которые хотели большей гибкости при реконфигурации и повышения ремонтопригодности. Освещение салона для пассажиров полностью светодиодное. Оно управляется при помощи интегрированной системы управления салоном, которая также позволяет контролировать температуру в самолёте, осуществлять мониторинг систем водоснабжения и канализации, управлять интерактивной картой, вызовом бортпроводников, контролировать питание систем салона и цифровое воспроизведение аудио. Интерьер салона предполагает модульные решения, которые позволяют быстро устанавливать новое оборудование и целые системы как на этапе производства, так и при модернизации эксплуатируемых самолётов. Многие элементы интерьера салона создаются компанией «EZ Air», совместным предприятием Zodiac Aerospace и «Embraer». По сравнению с семейством E1 боковые стенки салона стали тоньше, что позволило увеличить ширину на 2,5 см с каждой стороны, а новые верхние отсеки для ручной клади стали глубже на 7,6 см. Багажные отсеки у самолётов семейства E2 были также увеличены на 40 %.
Самолёты семейства E2 оснащены электродистанционной системой управления полетом с замкнутым контуром, которая снижает массу летательного аппарата, повышает топливную эффективность, улучшает управление и повышает безопасность за счёт пользовательского интерфейса защиты диапазона режимов полёта на всех этапах по сравнению с самолётами первого поколения E-Jet. Благодаря электродистанционному управлению с замкнутым контуром достигается дополнительная экономия топлива, так как в новой генерации самолётов повышена устойчивость полёта и, как следствие, увеличена подъёмная сила, а также снижена масса и сопротивление воздуха за счёт уменьшения размера горизонтального хвостового оперения (хвостового стабилизатора) на 26 %. Основная система управления полётом поставляется американской инжиниринговой компанией Moog Inc.. Во всех самолётах семейства используется электронная система пилотажных приборов «Honeywell Primus Epic 2», что обеспечивает унификацию с семейством E1. Благодаря этому комплексу авионики кабина пилотов оснащена жидкокристаллическими дисплеями с альбомной ориентацией и расширенными графическими возможностями отображения полётной информации.
Регламентное техническое обслуживание самолётов этого семейства проводятся каждые 1000 лётных часов по сравнению с 850 часами на самолётах E1, а интервал промежуточных проверок увеличился с 8500 до 10 000 лётных часов. Время простоя самолётов для проведения сложных проверок сократилось на 15 % по сравнению с предыдущим поколением, а контроль и предотвращение коррозийных процессов должны проводиться каждые восемь лет.

## История службы

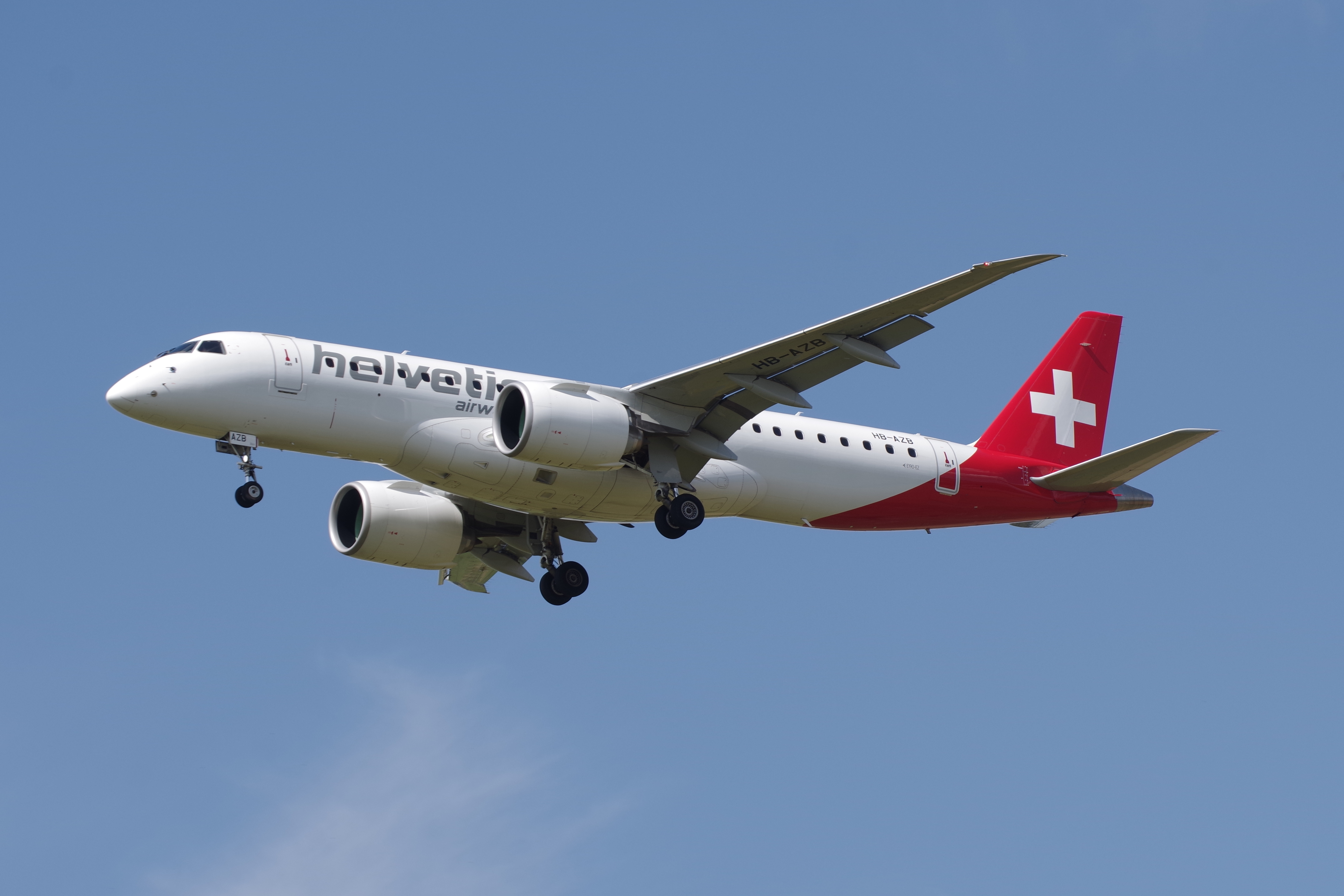
Embraer 190-E2 авиакомпании «Helvetic Airways»

3 декабря 2018 года авиакомпания «Air Astana» получила свой первый самолёт E190-E2 из заказанных пяти, который заменит девять самолётов E190LR, используемых на внутренних и региональных маршрутах с 2011 года.
31 октября 2019 года швейцарская авиакомпания «Helvetic Airways» стала четвёртой авиакомпанией, получившей самолёт E2, и третьей (после «Widerøe» и «Air Astana»), получившей самолёт E190-E2 в компоновке с одним классом обслуживания на 110 мест. 1 ноября 2019 года компания «Helvetic Airways» выполнила первый коммерческий рейс на E190-E2. Маршрут из аэропорта Цюриха в аэропорт Бремена протянулся на 623 километров и продлился 95 минут.
21 ноября 2019 года испанская авиакомпания «Binter Canarias» стала пятой авиакомпанией, получившей самолёт E2, и второй после «Azul Brazilian Airlines», получившей самолёт E195-E2 в одноклассной компоновке на 132 места.
13 декабря 2019 года «Binter Canarias» совершила свой первый обратный рейс на самолёте E195-E2, вылетев из аэропорта Гран-Канарии и прибыв в аэропорт Кабо-Верде.
30 декабря 2019 года авиакомпания «Air Kiribati» получила свой первый из двух самолётов E190-E2, став четвёртой авиакомпанией, получившей этот самолёт. Этот лайнер, имеющий двухклассную компоновку с 92 местами (12 бизнес-класса и 80 эконом-класса), будет обслуживать направления по всей обширной территории Кирибати, включая беспосадочные рейсы из Таравы на остров Рождества (текущий внутренний рейс из Таравы на Киритибати предполагает промежуточную посадку на Фиджи).
25 июля 2022 года «Embraer» объявила о поставке 32 самолётов во втором квартале 2022 года, 11 коммерческих и 21 бизнес-джета, всего в первой половине 2022 года было поставлено 46 самолётов (17 коммерческих и 29 бизнес-джетов). Во втором квартале 2022 года компания «Sky High Aviation Services» из Доминиканской Республики получила два самолёта Embraer E190 первого поколения для своего флота, охваченного программой Pool. Кроме того, по данным «Embraer», в июне компания подписала гарантированный заказ на переоборудование до 10 самолётов E-Jet в пассажирские и грузовые (P2F) самолёты с «неназванным» заказчиком.
В июне 2025 года авиакомпания «Mexicana», государственный перевозчик Мексики, получила свой первый самолёт E195-E2 от производителя. Эта поставка является первой из 20 самолётов нового поколения E2, заказанных Мексикой, в том числе 10 самолётов E190-E2 и 10 E195-E2. Сделка, о которой было объявлено в 2024 году, представляет собой стратегические инвестиции государственного перевозчика Мексики в улучшение связи и операционной эффективности с компанией «Embraer».

## Варианты

### E175-E2
Модель E175-E2 (ERJ 190—500) — самая маленькая в семействе самолётов E-Jet второго поколения. E175-E2 на 60 см длиннее базового E175, что позволило добавить один ряд сидений и увеличить вместимость до 90 пассажиров. В 2013 году стоимость самолёта составляла 46,8 млн долларов США. Хотя самолёты E175 первого поколения пользовались популярностью у региональных авиакомпаний США, масса E175-E2 помешала продажам для них. Соглашения об ограничениях для региональных авиакомпаний между основными авиаперевозчиками и профсоюзами пилотов запрещают заключать контракты с региональными авиалиниями на эксплуатацию самолётов с максимальной взлётной массой свыше 39 000 кг. Вес E175-E2 превышает этот лимит на 5400 кг из-за более тяжёлых турбовентиляторных двигателей.
Прототип E175-E2 совершил первый полёт 12 декабря 2019 года, вылетев из Сан-Жозе-дус-Кампуса и пролетев 2 часа 18 минут. Это стало началом серии испытаний и сертификации, которые продлились 24 месяца и включали испытания ещё двух дополнительных предсерийных самолётов E175-E2. В то время компания «Embraer» ожидала высокого спроса на этот самолёт в Северной Америке, но по состоянию на 2023 год бразильские авиастроители не получили заказов на эту версию E-Jet E2. Первая поставка самолётов E175-E2 была запланирована на 2021 год, но этот срок неоднократно откладывался, и в феврале 2022 года «Embraer» объявила, что приостанавливает разработку E175-E2 на три года, и перенесла поставки на период с 2027 по 2028 год.

### E190-E2

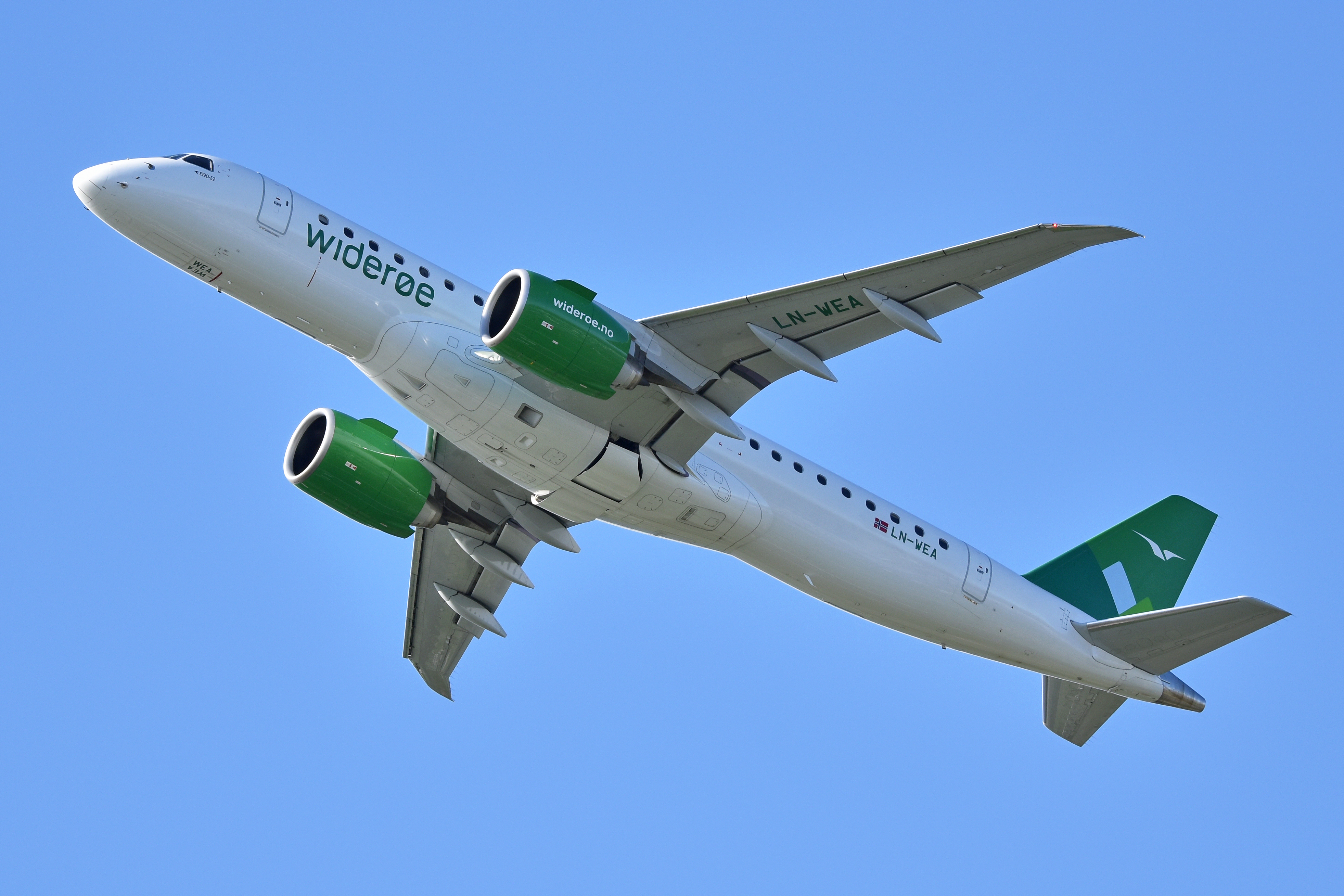
Embraer E190-E2 авиакомпания «Widerøe» из числа первых поставленных норвежцам, 2018 года постройки

E190-E2 сохранил тот же размер, что и E-190, и вмещает до 106 пассажиров в двухклассовом салоне. У E190-E2 (ERJ 190—300) размах крыльев на 5 метров больше, чем у E190, но в остальном по размерам он близок к E190 первой серии и вмещает до 114 кресел в конфигурации с салоном одного класса.
Embraer E190-E2 имеет дальностью полёта 5330 км. В 2018 году новый E190-E2 стоил 58 миллионов долларов. После успешного прохождения комплекса лётных и наземных испытаний, начавшихся в мае 2016 года, данный вариант семейства самолётов E-Jets E2 был первым сертифицирован авиационными надзорными органами Бразилии (ANAC), США (FAA) и Европы (EASA) 28 февраля 2018 года. Сертификация потребовалась 46 000 часов тестирования самолёта E190-E2 на земле и 2200 в полёте.
Вскоре после этого, в апреле 2018 года, состоялась поставка самолёта стартовому заказчику — норвежскому региональному перевозчику «Widerøe».
3 декабря 2018 года первым оператором Embraer E-Jet E2 в постсоветских странах стала казахстанская авиакомпания «Air Astana» (с двигателями Pratt & Whitney PW1900G).

### E195-E2

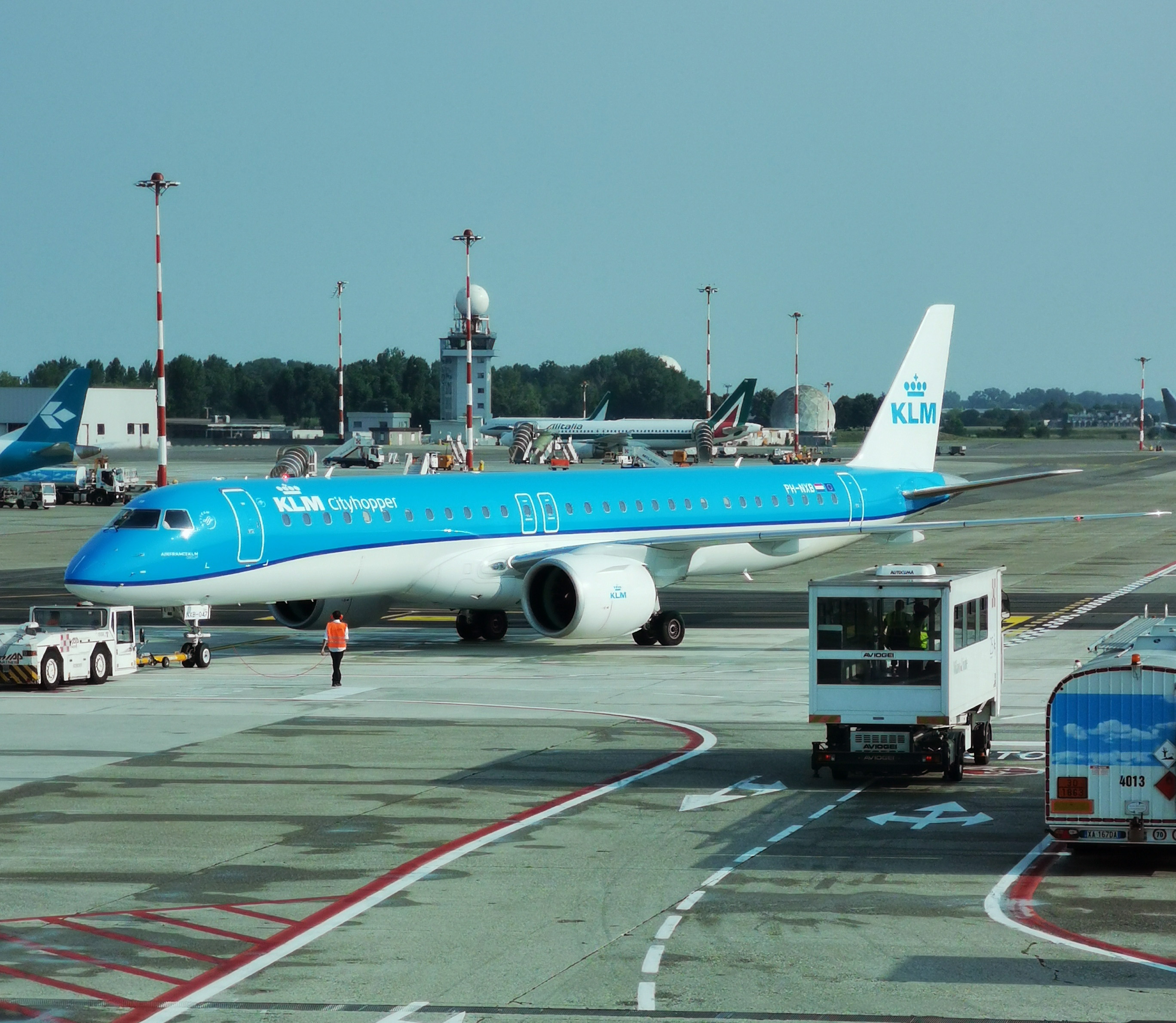
Авиакомпания «KLM Cityhopper» владеет 23 самолётами Embraer 195-E2

E195-E2 (ERJ 190—400 STD) длиннее E195 первого поколения на 2,85 м и на три ряда сидений, и вмещает до 150 пассажиров. Также он на 5,26 м длиннее E190-E2 и имеет два аварийных выхода над крылом с каждой стороны. Стоимость самолёта в этой версии в 2013 году составила 60,4 млн долларов США. В феврале 2016 года компания «Embraer» объявила о решении увеличить размах крыльев E195-E2 на 1,4 м для увеличения показателя подъемной силы, а также повысить максимальную взлетную массу на 2 тонны для увеличения дальности полета на 830 км в стандартных условиях климата и на 460 км в условиях жаркого климата и высокогорья. Самолёт в этой версии напрямую конкурирует с Airbus A220-300, имея при этом более низкую себестоимость единицы продукции. Кроме того, в «Embraer» утверждают, что себестоимость перелёта на E195 на 22 % ниже, чем на 154-местном A320neo и на 24 % ниже, чем на 160-местном Boeing 737-8.
Прототип E195-E2 был выпущен 7 марта 2017 года, и авиакомпания «Azul» подтвердила готовность стать его стартовым заказчиком. Первый полёт самолёта состоялся 29 марта 2017 года, раньше запланированной даты. «Embraer» представила прототип на Парижском авиасалоне в июне 2017 года и ввела его в эксплуатацию в первой половине 2019 года. К январю 2019 года предварительные результаты программы лётных испытаний показали, что E195-E2 может немного превзойти заявленные на момент внедрения характеристики. Он получил сертификат типа 15 апреля 2019 года с расходом топлива на 1,4 % меньше от первоначально заявленного, что стало на 25,4 % меньше на одно пассажирское место, чем у E195.
12 сентября 2019 года «Embraer» поставила первый E195-E2 компании «Azul» через авиализинговую компанию «AerCap», в конфигурации с 136 местами в одном классе. 22 июля 2022 года E195-E2 впервые приземлился в аэропорту Лондона. E195-E2 получил сертификацию EASA в ноябре 2023 года, что сделало его самым крупным пассажирским самолётом, допущенным для эксплуатации в этом и других относительно небольших аэропортах.
«Binter Canarias» стала первой европейской компанией-эксплуатантом, которая получила E195-E2 в конце 2019 года.
23 июля 2024 года на международном авиасалоне в Фарнборо компания «Embraer» объявила об улучшении технических характеристик самолёта E195-E2. Расход топлива был снижен на 2,5 %, а максимальная взлетная масса увеличена до 62 500 кг. Оба этих изменения позволили увеличить дальность полёта с 2600 до 3000 морских миль.

## Эксплуатанты
На апрель 2025 года в коммерческом использовании находилось 158 самолётов Embraer E-Jet E2. Тремя крупнейшими операторами являются авиакомпания «Porter Airlines» (44 самолёта), «Azul Brazilian Airlines» (35) и «KLM Cityhopper» (23).
| Компания                 | E175-Е2 | E190-Е2 | E195-Е2 | E2-Jet семейство | Источник |
| ------------------------ | ------- | ------- | ------- | ---------------- | -------- |
| Air Peace                | —       | —       | 5       | 5                | [ 71 ]   |
| Azul Brazilian Airlines  | —       | —       | 35      | 35               | [ 72 ]   |
| Белавиа                  | —       | —       | 3       | 3                | [ 73 ]   |
| Binter Canarias          | —       | —       | 16      | 16               | [ 74 ]   |
| Helvetic Airways         | —       | 8       | 4       | 12               | [ 75 ]   |
| Hunnu Air                | —       | —       | 1       | 1                | [ 76 ]   |
| KLM Cityhopper           | —       | —       | 23      | 23               | [ 77 ]   |
| LOT Polish Airlines      | —       | —       | 3       | 3                | [ 78 ]   |
| Mexicana de Aviación     | —       | 10      | 10      | 20               | [ 79 ]   |
| Placar Linhas Aéreas     | —       | 2       | —       | 2                | [ 80 ]   |
| Porter Airlines          | —       | —       | 44      | 44               | [ 81 ]   |
| Royal Jordanian Airlines | —       | 4       | 2       | 6                | [ 82 ]   |
| Scoot                    | —       | 6       | —       | 6                | [ 83 ]   |
| Jetairfly                | —       | —       | 3       | 3                | [ 84 ]   |
| Widerøe                  | —       | 3       | —       | 3                | [ 84 ]   |
| Всего                    | —       | 27      | 131     | 158              | [ 1 ]    |

## Заказы и поставки
По состоянию на 22 апреля 2025 года компания «Embraer» поставила 158 новых лайнеров семейства E-Jet E2
| Модель | Гарантированные заказы | Поставлено | Лист ожидания |
| ------ | ---------------------- | ---------- | ------------- |
| 190-E2 | 52                     | 27         | 25            |
| 195-E2 | 282                    | 131        | 151           |
| Итого  | 334                    | 158        | 178           |

## Технические характеристики
| Вариант                                          | E175-E2                    | E190-E2                                            | E195-E2                                            |
| ------------------------------------------------ | -------------------------- | -------------------------------------------------- | -------------------------------------------------- |
| Экипаж                                           | 2                          | 2                                                  | 2                                                  |
| Пассажировместимость (2 класса/1 класс/максимум) | 80/88/90                   | 96/104/114                                         | 120/132/146                                        |
| Длина, м                                         | 32,3                       | 36,2                                               | 41,5                                               |
| Размах крыла, м                                  | 31                         | 33,72                                              | 35,124                                             |
| Высота, м                                        | 9,98                       | 11                                                 | 10,9                                               |
| Вес пустого самолёта, кг                         | -                          | -                                                  | -                                                  |
| Максимальный взлётный вес, кг                    | 44 330                     | 56 900                                             | 59 400                                             |
| Максимальный посадочный вес, кг                  | 39 100                     | 49 450                                             | 53 750                                             |
| Максимальный вес полезной нагрузки, кг           | 10 310                     | 13 080                                             | 15 150                                             |
| Длина разбега при максимальной взлётной массе, м | 2240                       | 1800                                               | 1950                                               |
| Длина пробега при максимальной взлётной массе, м | 1350                       | 1250                                               | 1350                                               |
| Максимальная скорость, км/ч                      | 870                        | 870                                                | 870                                                |
| Дальность, км                                    | 3735                       | 5280                                               | 4917                                               |
| Практический потолок, м                          | 12 500                     | 12 500                                             | 12 500                                             |
| Силовая установка                                | 2× Pratt & Whitney PW1715G | 2× Pratt & Whitney PW1919G/PW1921G/PW1922G/PW1923G | 2× Pratt & Whitney PW1919G/PW1921G/PW1922G/PW1923G |
| Тяга двигателей, кН                              | 67                         | 85—98                                              | 85—98                                              |

Источник: Embraer E-jets E2, flightglobal.com

## Конкуренты
На рынке региональных ближне- и среднемагистральных самолёты Embraer E-Jet E2 находятся в одной нише с моделями:
- Airbus A220
- Sukhoi Superjet 100
- Bombardier CRJ1000
- Mitsubishi Regional Jet
- COMAC ARJ21 Xiangfeng